# ザ・グレート・ロスト・キンクス・アルバム
ザ・グレート・ロスト・キンクス・アルバム(The Great Lost Kinks Album)は、1973年にリリースされたキンクスのアルバム。キンクスがパイ・レコードからRCAレコードに移籍した後に、リプリーズからリリースされた。
「Lavender Hill」「Rosemary Rose」「Misty Water」「Pictures in the Sand」「Where Did My Spring Go?」の5曲は1969年1月から2月にかけてBBCで放映されたドラマ『春はどこ? Where Was Spring?』の挿入曲であり、「Til Death Do Us Part」は同名映画『死がふたりを分かつまで Til Death Do Us Part』の主題曲であった。「When I Turn off the Living Room Light」もテレビドラマ用に作られた曲であった。
本アルバムの権利はアラン・クレインが所有しているため、2006年現在未CD化であり、本作のみに収録された曲が多数あったため中古市場では高額で取引されていた。2004年に『ヴィレッジ・グリーン・プリザヴェイション・ソサエティ』スペシャル・デラックス・エディションがリリースされ、本作収録曲が収められたため、本作の価値は以前に比べ低下した。

## 収録曲
特筆無い限りレイ・ディヴィス作詞作曲。
1. ティル・デス・ドゥ・アス・パート - Til Death Do Us Part 3:12
2. ゼア・イズ・ノー・ライフ・ウィズアウト・ラヴ - There Is No Life Without Love (R. Davies, D. Davies) 1:55
3. ラヴェンダー・ヒル - Lavender Hill 2:53
4. グルーヴィ・ムーヴィーズ - Groovy Movies 2:30
5. ローズマリー・ローズ - Rosemary Rose 1:43
6. ミスティ・ウォーター - Misty Water 3:01
7. ミスター・ソングバード - Mister Songbird 2:24
8. ホエン・アイ・ターン・オフ・ザ・リヴィング・ルーム・ライト - When I Turn off the Living Room Light 2:17
9. ザ・ウェイ・ラヴ・ユースト・トゥ・ビー - The Way Love Used to Be 3:29
10. プラスティック・マン - Plastic Man(D. Davies) 3:00
11. ディス・マン - This Man He Weeps Tonight(D. Davies) 2:38
12. ピクチャーズ・イン・ザ・サンド - Pictures in the Sand 2:45
13. ホエア・ディド・マイ・スプリング・ゴー - Where Did My Spring Go? 2:10